# Gianni Bugno
Gianni Bugno ([ˈdʒanni ˈbuɲɲo]; * 14. února 1964 Brugg) je bývalý italský cyklista. Závodil od roku 1985 do roku 1998 a dosáhl 72 vítězství. Byl typem všestranného jezdce, který zvládal časovky, jízdu v kopcích i hromadné spurty. Stal se mistrem světa v silničním závodě jednotlivců kategorie elite v letech 1991 a 1992, na MS 1990 obsadil třetí místo. Titul mistra Itálie získal v letech 1991 a 1995. Na Giru d'Italia získal devět etapových vítězství, celkovým vítězem se stal v roce 1990, kdy nosil růžový trikot od prologu až do cíle, a o rok později byl čtvrtý. Na Tour de France skončil druhý v roce 1991 a třetí v roce 1992. Vyhrál také závody Giro del Piemonte 1986, Coppa Sabatini 1987, Wincanton Classic 1990, Milán – San Remo 1990, Clásica de San Sebastián 1991, Milán–Turín 1992, Kolem Flander 1994 a Tour Méditerranéen 1995. V roce 1990 se stal celkovým vítězem Světového poháru v silniční cyklistice. Je předsedou Asociace profesionálních cyklistů, pracuje jako pilot vrtulníku a podílí se také na leteckých záběrech z cyklistických závodů.

## Hlavní výsledky
1986
vítěz Giro dell'Appennino
vítěz Giro del Friuli
vítěz Giro del Piemonte
1987
vítěz Giro dell'Appennino
vítěz Coppa Sabatini
vítěz Gran Premio Città di Camaiore
Giro del Trentino
vítěz 3. etapy
1988
vítěz Giro di Calabria
vítěz Giro dell'Appennino
vítěz Coppa Agostoni
Tour de France
vítěz 18. etapy
Tour de Romandie
vítěz 2. etapy
1989
vítěz Tre Valli Varesine
vítěz GP di Marostica
Giro d'Italia
vítěz 21. etapy
1990
vítěz UCI Road World Cup
Giro d'Italia
 celkový vítěz
 vítěz bodovací soutěže
vítěz 1. (ITT), 7. a 19. etapy (ITT)
Giro del Trentino
 celkový vítěz
vítěz 3. etapy
vítěz Milán – San Remo
vítěz Wincanton Classic
Tour de France
vítěz 11. a 18. etapy
1991
Mistrovství světa v silniční cyklistice
 vítěz mužského silničního závodu
Národní šampionát
 vítěz silničního závodu
vítěz Clásica de San Sebastián
vítěz Memorial Nencini
Tour de France
2. místo celkově
vítěz 17. etapy
Giro d'Italia
vítěz etap 2a, 10 (ITT) a 19
1992
Mistrovství světa v silniční cyklistice
 vítěz mužského silničního závodu
vítěz Milán–Turín
vítěz Giro del Lazio
vítěz Giro dell'Emilia
Tour de Suisse
vítěz 4. etapy (ITT)
Tour de France
3. místo celkově
1993
vítěz Grand Prix Gippingen
Euskal Bizikleta
vítěz 2. etapy
1994
vítěz Kolem Flander
Giro d'Italia
vítěz 3. etapy
Euskal Bizikleta
vítěz 4. etapy
1995
Národní šampionát
 vítěz silničního závodu
Tour Méditerranéen
 celkový vítěz
vítěz 6. (ITT) a 7. etapy
vítěz Coppa Agostoni
1996
Giro d'Italia
vítěz 15. etapy
Vuelta a España
vítěz 20. etapy
Giro del Trentino
vítěz 1. etapy
Tour de Suisse
3. místo celkově
vítěz 5. etapy
6. místo Giro di Lombardia
1997
Tour de Langkawi
vítěz 10. etapy
1998
Vuelta a España
vítěz 12. etapy

### Výsledky na Grand Tours
| Grand Tour      | 1986 | 1987 | 1988 | 1989 | 1990 | 1991 | 1992 | 1993 | 1994 | 1995 | 1996 | 1997 | 1998 |
| --------------- | ---- | ---- | ---- | ---- | ---- | ---- | ---- | ---- | ---- | ---- | ---- | ---- | ---- |
| Giro d'Italia   | 41   | DNF  | DNF  | 23   | 1    | 4    | —    | 18   | 8    | —    | 29   | 75   | 50   |
| Tour de France  | —    | —    | 62   | 11   | 7    | 2    | 3    | 20   | DNF  | 53   | —    | —    | —    |
| Vuelta a España | —    | —    | —    | —    | —    | —    | —    | —    | —    | —    | 56   | 95   | 84   |

### Výsledky na klasikách
| Výsledky na monumentech  | Výsledky na monumentech         | Výsledky na monumentech         | Výsledky na monumentech         | Výsledky na monumentech         | Výsledky na monumentech         | Výsledky na monumentech         | Výsledky na monumentech         | Výsledky na monumentech         | Výsledky na monumentech         | Výsledky na monumentech         | Výsledky na monumentech         | Výsledky na monumentech         | Výsledky na monumentech         |                                 |
| Monument                 | 1986                            | 1987                            | 1988                            | 1989                            | 1990                            | 1991                            | 1992                            | 1993                            | 1994                            | 1995                            | 1996                            | 1997                            | 1998                            |                                 |
| ------------------------ | ------------------------------- | ------------------------------- | ------------------------------- | ------------------------------- | ------------------------------- | ------------------------------- | ------------------------------- | ------------------------------- | ------------------------------- | ------------------------------- | ------------------------------- | ------------------------------- | ------------------------------- | ------------------------------- |
| Milán – San Remo         | 111                             | 92                              | 73                              | —                               | 1                               | 43                              | 142                             | 30                              | 29                              | 44                              | 63                              | —                               | 138                             |                                 |
| Kolem Flander            | —                               | —                               | —                               | 34                              | 12                              | —                               | —                               | 43                              | 1                               | 37                              | —                               | —                               | —                               |                                 |
| Paříž–Roubaix            | Nikdy se v kariéře nezúčastnil. | Nikdy se v kariéře nezúčastnil. | Nikdy se v kariéře nezúčastnil. | Nikdy se v kariéře nezúčastnil. | Nikdy se v kariéře nezúčastnil. | Nikdy se v kariéře nezúčastnil. | Nikdy se v kariéře nezúčastnil. | Nikdy se v kariéře nezúčastnil. | Nikdy se v kariéře nezúčastnil. | Nikdy se v kariéře nezúčastnil. | Nikdy se v kariéře nezúčastnil. | Nikdy se v kariéře nezúčastnil. | Nikdy se v kariéře nezúčastnil. | Nikdy se v kariéře nezúčastnil. |
| Lutych–Bastogne–Lutych   | —                               | —                               | 19                              | 96                              | 7                               | 17                              | —                               | 48                              | 57                              | 2                               | 40                              | —                               | 82                              |                                 |
| Giro di Lombardia        | 15                              | 25                              | 2                               | 27                              | 13                              | —                               | 20                              | —                               | —                               | 20                              | 6                               | 30                              | —                               |                                 |
| Výsledky na šampionátech |                                 |                                 |                                 |                                 |                                 |                                 |                                 |                                 |                                 |                                 |                                 |                                 |                                 |                                 |
| Akce                     | 1986                            | 1987                            | 1988                            | 1989                            | 1990                            | 1991                            | 1992                            | 1993                            | 1994                            | 1995                            | 1996                            | 1997                            | 1998                            |                                 |
| Národní šampionát        | —                               | —                               | —                               | 2                               | —                               | 1                               | —                               | 2                               | —                               | 1                               | —                               | —                               | —                               |                                 |
| Mistrovství světa        | —                               | 62                              | —                               | 10                              | 3                               | 1                               | 1                               | DNF                             | —                               | DNF                             | 12                              | 56                              | 53                              |                                 |

| —   | Nezúčastnil se |
| DNF | Nedokončil     |